# Alojz Lah
Alojz Lah, slovenski jahač, * 17. julij 1958, Lipica.
Lah je za Jugoslavijo nastopil na Poletnih olimpijskih igrah 1984 v Los Angelesu, kjer je v mešanem dresurnem jahanju osvojil 15. mesto. Takrat je nastopil tudi v ekipni konkurenci skupaj z Dušanom Mavcem ter Stojanom Modercem. Ekipa je osvojila 10. mesto.